# Berg (Ahrweiler)
Berg es un municipio situado en el distrito de Ahrweiler, en el estado federado de Renania Palatinado (Alemania). Su población estimada a finales de 2016 era de 1244 habitantes.
Se encuentra ubicado al norte del estado, en la región de Eifel, cerca de la frontera con el estado de Renania del Norte-Westfalia.